# Aquila (Michoacán)
Aquila es una localidad al sureste del estado de Michoacán en México, cabecera del municipio homónimo.

## Geografía
La localidad de Aquila se encuentra en la ubicación 18°35′58″N 103°30′4″O / 18.59944, -103.50111, a una altitud de 228 m s. n. m. Según la clasificación climática de Köppen el clima de Aquila corresponde a la categoría Aw, (tropical de sabana). Abarca una superficie de 0.9717 km², y se extiende a lo largo del margen del río Aquila. Se ubica a una distancia de 271 km de la capital del Estado de Michoacán.

## Historia
El nombre «Aquila» tiene origen náhuatl y se interpreta como «aplanadores» o «bruñidores». En época prehispánica, la región formaba parte de los dominios del reino mexica. Hacia el siglo XVI, ya bajo la dominación española, se estableció en el pueblo una alcaldía mayor con el objetivo de recaudar tributos. Lograda la independencia, el pueblo quedó integrado al municipio de Coalcomán en calidad de tenencia. Esta situación se modificó hacia 1910, cuando la región adquirió estatus de municipio y la localidad se estableció como cabecera.

## Población
La localidad tiene una población de 2444 habitantes lo que representa un incremento promedio de 3.5% anual en el período 2010-2020 sobre la base de los 1740 habitantes registrados en el censo anterior. Al año 2020 Aquila presentaba una densidad de 2515 hab/km².
| Gráfica de evolución demográfica de Aquila entre 2000 y 2020      |
|                                                                   |
| Fuente: Instituto Nacional de Estadística Geografía e Informática |

En el año 2010 estaba clasificada como una localidad de grado medio de vulnerabilidad social.
La población de Aquila está mayoritariamente alfabetizada (7.32% de personas analfabetas al año 2020) con un grado de escolarización en torno de los 8 años. Solo el 3.31% de la población se reconoce como indígena.

## Economía
La principal actividad económica de la localidad es la ganadería, principalmente de bovinos. En menor escala se desarrolla la producción de maíz, frijol y ajonjolí.